# Paralympiska sommarspelen 1968
Paralympiska sommarspelen 1968 var de tredje paralympiska spelen. De förlades först till Mexico City, samma ort där olympiska sommarspelen 1968 hölls, men 1966 sade Mexikos regering upp de paralympiska spelen på grund av svårigheter. Israels regering hoppade då in och erbjöd sig att anordna spelen i Tel Aviv, vilket accepterades. Invigningsceremonin hölls vid Jerusalems hebreiska universitetsstadiums campus vid Givat Ram och spelen hölls i Ramat Gan, utanför Tel Aviv, vid Israels sportcenter för handikappade. Avslutningsceremonin hölls i Tel Aviv Trade Center. Detta var första gången som olympiska spelen och paralympiska spleen inte hölls på samma ort.

## Sporter
Bowls fanns med på programmet för första gången. I rullstolsbasket fans en damturnering med för första gången, och ett 100-meterslopp i rullstolarna för herrar hölls i friidrott.
- Bågskytte
- Dart
- Friidrott
- Bowls
- Snooker
- Simning
- Bordtennis
- Tyngdlyftning
- Rullstolsbasket
- Rullstolsfäktning

## Medaljställning
| Pl. | Nation         | Guld | Silver | Brons | Totalt |
| --- | -------------- | ---- | ------ | ----- | ------ |
| 1   | USA            | 33   | 27     | 39    | 99     |
| 2   | Storbritannien | 29   | 20     | 20    | 69     |
| 3   | Israel         | 18   | 21     | 23    | 62     |
| 4   | Australien     | 15   | 16     | 7     | 38     |
| 5   | Frankrike      | 13   | 10     | 9     | 32     |
| 6   | Västtyskland   | 12   | 12     | 11    | 35     |
| 7   | Italien        | 12   | 10     | 17    | 39     |
| 8   | Nederländerna  | 12   | 4      | 4     | 20     |
| 9   | Argentina      | 10   | 10     | 10    | 30     |
| 10  | Sydafrika      | 9    | 10     | 7     | 26     |
| 11  | Rhodesia       | 6    | 7      | 7     | 20     |
| 12  | Kanada         | 6    | 6      | 7     | 19     |
| 13  | Norge          | 5    | 3      | 1     | 9      |
| 14  | Jamaica        | 3    | 1      | 1     | 5      |
| 15  | Österrike      | 2    | 7      | 10    | 19     |
| 16  | Japan          | 2    | 2      | 8     | 12     |
| 17  | Sverige        | 1    | 6      | 4     | 11     |
| 18  | Nya Zeeland    | 1    | 2      | 1     | 4      |
| 19  | Irland         | 0    | 4      | 5     | 9      |
| 20  | Belgien        | 0    | 3      | 3     | 6      |
| 21  | Spanien        | 0    | 3      | 1     | 4      |
| 22  | Schweiz        | 0    | 2      | 6     | 8      |
|     | Total          | 189  | 186    | 201   | 576    |

## Deltagande delegationer
28 delegationer deltog i spelen i Tel Aviv.
| - Argentina - Australien - Österrike - Belgien - Kanada - Danmark - Etiopien - Finland - Frankrike - Storbritannien | - Indien - Irland - Israel - Italien - Jamaica - Japan - Malta - Nederländerna - Nya Zeeland | - Norge - Rhodesia - Sydafrika - Sydkorea - Spanien - Sverige - Schweiz - USA - Västtyskland |